# Théorie des miasmes
La théorie des miasmes (du grec ancien μίασμα : « pollution ») est une théorie épidémiologique aujourd’hui infirmée imputant aux miasmes, une forme nocive de « mauvais air », des maladies telles que le choléra, la chlamydiose, la peste noire, ou encore la malaria dont la traduction italienne est littéralement « mauvais air ».
Acceptée depuis les temps anciens en Europe, en Inde et en Chine, la théorie des miasmes a finalement été battue en brèche au XIXe siècle par la découverte des microbes qui a donné lieu, en retour, à la théorie microbienne comme source de ces maladies.

## Historique

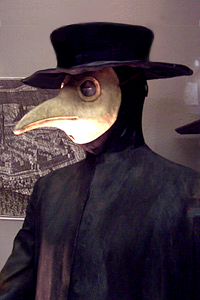
Vêtements de médecin de peste avec masque de protection destinés à éviter la maladie (Allemagne, XVIIe siècle, Iéna).

Les miasmes étaient considérés comme une vapeur ou un brouillard toxique rempli de particules issues de la matière décomposée (les miasmata) qui causaient des maladies. La théorie miasmatique supposait que les maladies étaient le produit de facteurs environnementaux tels que l’eau contaminée, l’air vicié et des conditions d’hygiène déplorables, ces infections ne se transmettant pas entre individus, mais affectant les personnes qui résidaient dans le lieu particulier d’où émanaient de telles vapeurs identifiables par leur odeur fétide.
Au Ve siècle av. J.-C., Hippocrate attribue les fièvres à des miasmes, émanations malsaines viciant l'air que l'on respire, à la nourriture ou à l'eau que l'on ingère, aux odeurs fétides, aux marécages dégageant des vapeurs nauséabondes. Comme moyen de lutte pour faire disparaître cet air vicié il préconise le feu ou les aromates.
Au Ier siècle apr. J.-C., l’architecte romain Vitruve a décrit les effets potentiels des miasmes (appelés nebula en latin) des marécages fétides lors de l’implantation d’une ville :

« Car lorsque les brises matinales soufflent vers la ville au lever du soleil, si elles apportent avec elles le brouillard des marais et, mêlé à la brume, le souffle empoisonné des créatures des marais qui se transmet aux corps des habitants, ils rendront le site malsain. »

La théorie des miasmes est restée populaire au Moyen Âge et la notion d’effluves imprègne l’ouvrage Suspicions about the Hidden Realities of the Air (en) (Soupçons sur les réalités cachées de l’air) attribué à Robert Boyle.
Dans les années 1850, la théorie des miasmes a été utilisée pour expliquer la propagation du choléra à Londres et à Paris, justifiant en partie les transformations de Paris sous le Second Empire dues au préfet Haussmann. On pensait alors que le nettoyage soigneux du corps et des objets pouvait faire obstacle à la maladie. Le commissaire adjoint pour le recensement de 1851 à Londres, le Dr William Farr, qui était un éminent partisan de la théorie des miasmes, croyait que le choléra se transmettait par l’air, et qu’il y avait une concentration mortelle de miasmes près des rives de la Tamise. La large acceptation de la théorie des miasmes pendant les épidémies de choléra a éclipsé la théorie partiellement correcte défendue par John Snow, selon laquelle le choléra se répandait au travers de l’eau. Il en a résulté un ralentissement de la réponse aux épidémies majeures dans le quartier de Soho (à Londres) et ailleurs. Pendant la guerre de Crimée, l’infirmière Florence Nightingale,,, qui soutenait la théorie des miasmes, œuvra à la salubrité et à la bonne odeur des hôpitaux. Les Notes on Nursing for the Labouring Classes (« Notes sur les soins infirmiers pour les classes laborieuses ») de 1860 précisent que Nightingale « gardait l’air que respire [le patient] aussi pur que l’air extérieur. »

## Contagionisme contre miasmatisme

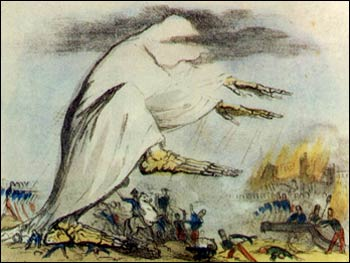
Représentation de l’épidémie de choléra au XIXe siècle dépeignant la propagation de la maladie sous forme d’air toxique.

La communauté médicale s’est divisée, tout au long du XIXe siècle, sur l'explication à donner à la prolifération des maladies. D'un côté, les contagionnistes croyaient que la maladie se transmettait par le biais du contact physique, tandis que les autres croyaient que la maladie, présente dans l’air sous la forme de miasmes, pouvait donc proliférer sans contact physique. Au nombre de ces derniers étaient le Dr Thomas Southwood Smith et Florence Nightingale.
Southwood Smith a passé de nombreuses années à comparer les théories miasmatique et contagioniste :

« Accepter la méthode de propagation par le toucher, que ce soit par la personne ou des objets infectés, et négliger celle de la corruption de l’air, est à la fois à augmenter le danger réel, de l’exposition aux miasmes, et détourner l’attention des vrais moyens de recours et de prévention. »

Florence Nightingale :

« L’idée de « contagion », pour expliquer la propagation de la maladie, semble avoir été adoptée à une époque où, de la négligence de dispositions sanitaires, les épidémies ont attaqué des masses entières de personnes, et quand les hommes avaient cessé de considérer que la nature disposait de lois pour la guider. L’idée a pris naissance chez les poètes et les historiens, pour finir par faire son chemin dans la nomenclature scientifique, où elle est restée depuis ... une explication satisfaisante de la pestilence et une excuse valable pour ne pas se donner la peine d’en empêcher les récurrences. »

La science explique aujourd'hui le phénomène notamment par le fait que certaines maladies sont causées par des agents pathogènes (virus, bactéries, prions), ces derniers étant transmissibles d'individus à individus (contagion) par contact physique direct, ou indirect (le vecteur pouvant être l'eau, les gouttelettes respiratoires, l'alimentation, ou un vecteur intermédiaire vivant).

## Influence de la théorie des miasmes sur les réformes sanitaires

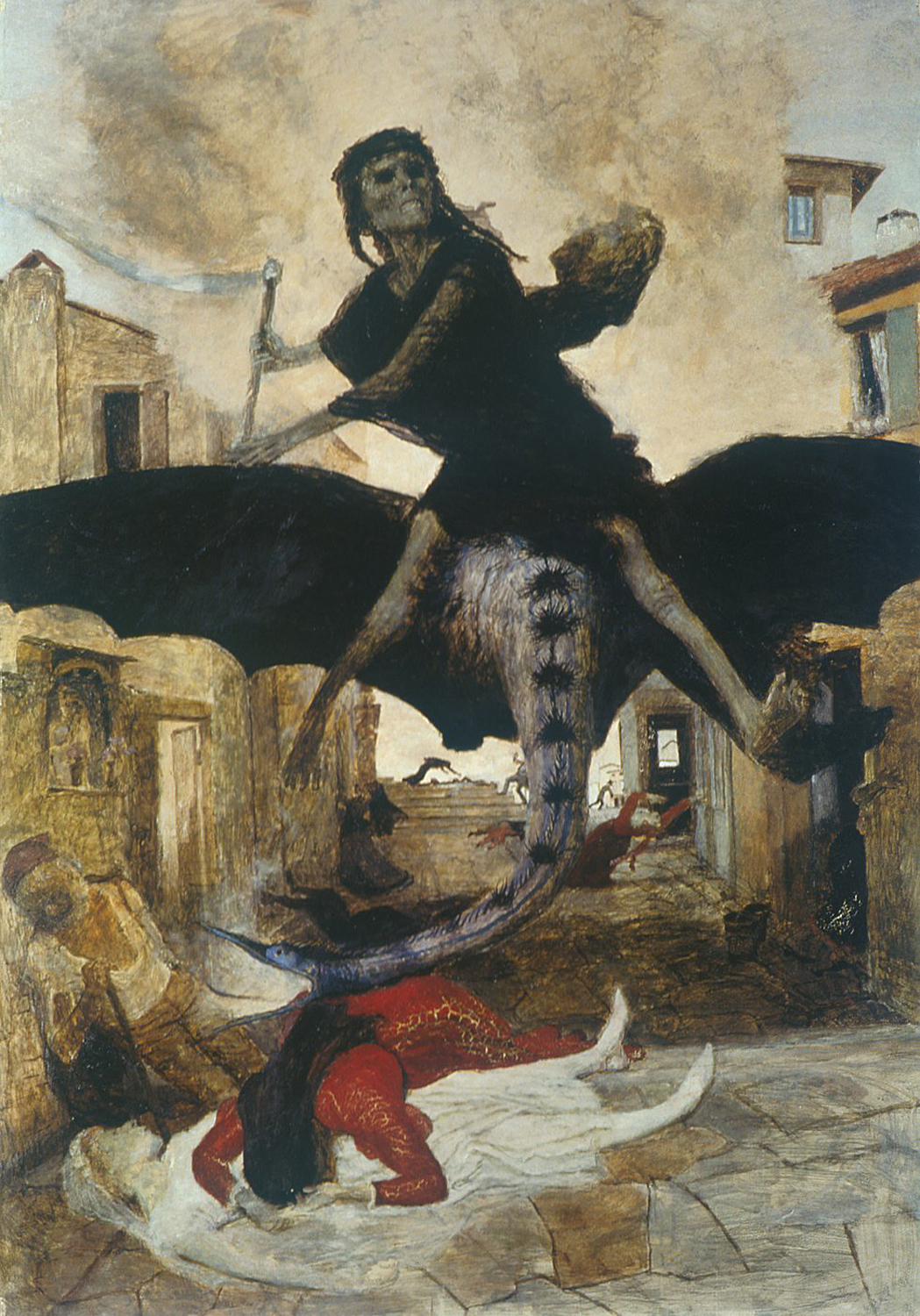
La Peste d'Arnold Böcklin (1898, Kunstmuseum de Bâle) représentant la maladie sous la forme d'un nuage pestilentiel.

La théorie des miasmes sur la maladie avait un sens pour les réformateurs anglais sanitaires du milieu du XIXe siècle : elle leur permettait d’expliquer pourquoi le choléra et d’autres maladies étaient endémiques là où l’eau n’était pas assainie et fort nauséabonde. Pour reprendre les termes du responsable des réformes sanitaires à Londres, Edwin Chadwick : « toute odeur est maladie. » Cette théorie erronée mena à des améliorations de l’assainissement, tels que la prévention du reflux de l’air nocif provenant des égouts dans les maisons grâce à des systèmes de drainage séparés dans la conception des sanitaires. La décroissance des épisodes de choléra qui en résulta contribua d’ailleurs à soutenir la théorie des miasmes.
La théorie des miasmes était compatible avec les observations selon lesquelles la maladie était associée à un mauvais assainissement (qui causait les mauvaises odeurs) et que des améliorations sanitaires réduisaient la maladie, mais elle n’était pas compatible avec les observations de la microbiologie qui a conduit à la théorie suivante de la théorie microbienne des maladies. L’introduction, dans les années 1870 et 1880, de la bactériologie médicale a sonné le glas de la théorie des miasmes, qui ne s’est cependant pas rendue sans lutte, passant par une longue période de déni, un espoir de survie lui étant apporté par les gaz d'égout, qui étaient une composante majeure de la théorie des miasmes développée par Galien et stimulée par la Grande Puanteur. En réalité, les égouts charriaient les excréments intestinaux humains, dont la science médicale avait découvert qu’ils pouvaient contribuer à alimenter la typhoïde, le choléra et autres microbes.
Même si l’influence des bactéries et la découverte des virus a, par la suite, contredit la théorie des miasmes, cette dernière a malgré tout contribué à créer un lien entre la maladie et un mauvais assainissement. Ceci a conduit à des réformes de santé publique et a encouragé la propreté, ce qui a amené le Parlement du Royaume-Uni à légiférer en approuvant les lois sur la santé publique de 1848 et 1858 et le Local Government Act de 1858. Ce dernier donne le pouvoir de diligenter des enquêtes sur la santé et les réglementations sanitaires de n’importe quelle ville ou lieu, sur la demande des résidents ou lorsque les taux de mortalité dépassaient la norme. On relève, parmi les premiers réformateurs du génie médical et sanitaire, Joseph Bazalgette, Edwin Chadwick, Sir John Simon, Henry Austin, Frank Forster, Thomas Hawksley (en), William Haywood (en), Robert Rawlinson (en) et Thomas Wicksteed (en). Ces améliorations de la réglementation ont été signalés dès 1865 aux États-Unis, et ensuite en Grande-Bretagne.
L’influence de ces réformes sanitaires sur la Grande-Bretagne a été décrite, des années plus tard, par Sir Richard Rogers :

« Londres a été la première ville à créer une administration municipale complexe capable de coordonner les services urbains modernes, des transports en commun au logement, de l’eau potable à l’éducation. Le conseil municipal de Londres a été reconnu comme le gouvernement métropolitain le plus progressiste au monde. Cinquante ans plus tôt, Londres était le pire des bidonvilles du monde industrialisé, surpeuplé, encombré, pollué et plein de maladies… »

## De la théorie des miasmes à la théorie microbienne : le débat sur le choléra

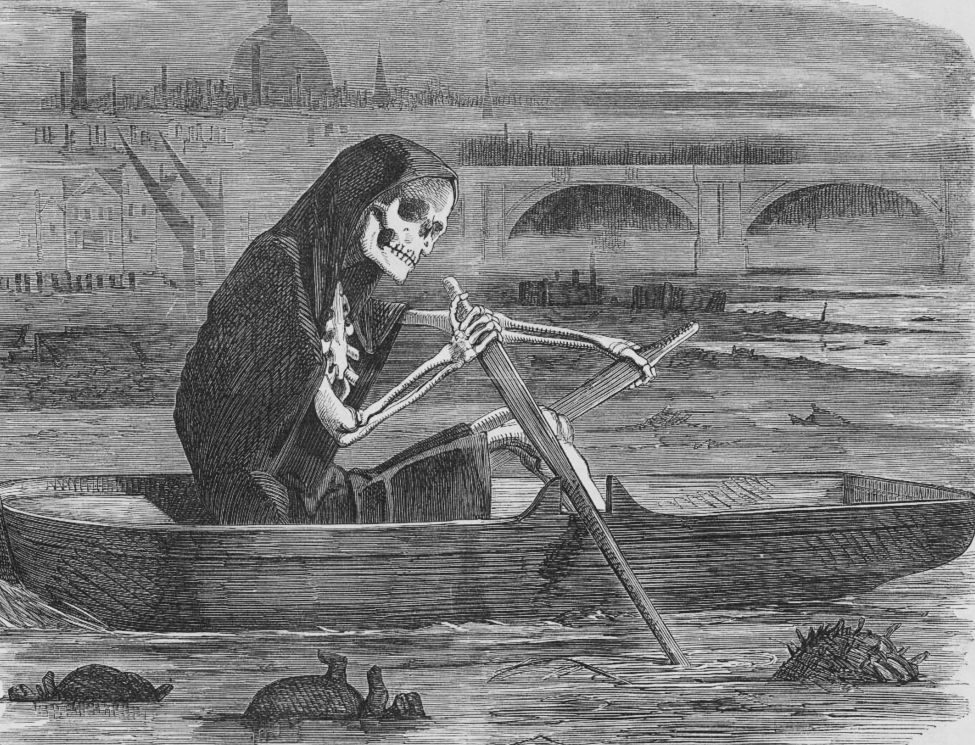
The silent highwayman, la mort rôde sur la Tamise, caricature d’époque.

Bien que la connexion entre les microbes et la maladie ait été très tôt avancée, ce n’est qu’à la fin du XIXe siècle que la théorie microbienne (appelée aussi théorie des germes) a été généralement acceptée. La théorie des miasmes a d’abord été démentie par John Snow, à la suite d’une épidémie de choléra à Soho, dans le centre de Londres en 1854. En raison de la prédominance de la théorie des miasmes parmi les scientifiques italiens, la découverte, la même année, par Filippo Pacini du bacille causant la maladie fut complètement ignorée, et les bactéries devaient être redécouvertes trente ans plus tard par Robert Koch.
En 1846, le Nuisances Removal and Diseases Prevention Act (Loi sur l’élimination et la prévention des nuisances et des maladies) a été adoptée afin de déterminer si la transmission du choléra s’effectuait au travers de l’air ou de l’eau. La loi, qui soutenait la théorie microbienne, a été utilisée pour encourager les propriétaires à nettoyer leur logement et à les relier à l’égout.
Quelques années plus tard, en 1855, John Snow, témoigna contre un amendement à ce projet de loi visant à réguler la pollution de l’air en affirmant que :

« Elle est possible, mais je crois que le poison du choléra est soit avalé dans l’eau, soit obtenu directement à partir d’une autre personne dans la famille, ou dans la pièce, je crois que c’est tout à fait exceptionnellement qu’elle pourrait être transportée dans l’air, bien que, si la matière devient sèche, elle peut flotter sur une courte distance. »

La même année, William Farr, qui était alors le grand partisan de la théorie des miasmes, a publié un rapport pour critiquer la théorie microbienne. Farr et le Comité ont écrit que :

« Après enquête minutieuse, nous ne voyons aucune raison d’adopter cette croyance. Nous ne pensons pas qu’elle établit que l’eau a été contaminée de la manière alléguée, ni qu’il y a devant nous aucune preuve suffisante pour montrer si les habitants de ce quartier, en buvant de ce puits, ont souffert en proportion supérieure aux autres habitants du quartier qui ont bu d’autres sources,. »

Les expériences les plus formelles sur la relation entre le microbe et la maladie ont été menées entre 1860 et 1864 par Louis Pasteur, qui a découvert la pathologie de la fièvre puerpérale et le vibrion pyogénique dans le sang, et suggéré d’utiliser l’acide borique pour tuer ces micro-organismes avant et après l’accouchement.
En 1866, huit ans après la mort de John Snow, William Farr a publiquement reconnu que la théorie de la transmission du choléra par les miasmes était fausse, s'appuyant lui aussi sur des statistiques de taux de mortalité.

## Influence sur la perception des maladies aéroportées
Un ingénieur de Harvard, du nom de William F. Wells (en), dans un ouvrage intitulé Airborne Contagion and Air Hygiene, paru en 1955, a postulé, à la suite d’études, que les particules de plus de 100 μm retombent au sol en quelques secondes, tandis que de plus petites particules restaient en suspension dans l’air. Au rebours, Alexander Langmuir (en), épidémiologiste en chef influent du CDC nouvellement établi, avait été élevé, comme ses pairs, dans la croyance absolue en l’hygiène personnelle, une obsession qui faisait du lavage des mains la pierre angulaire de la politique de santé publique américaine. Sous cette influence, Langmuir a considéré les hypothèses de Wells sur la transmission aérienne comme des théories obscurantistes, n’y voyant qu’une rétrogradation vers la terreur du « mauvais air » d’antan, cette « théorie des miasmes » irrationnelle qui avait prévalu pendant des siècles. Dans des articles publiés vers la fin de sa carrière, dans les années 1980, Langmuir a admis avoir eu tort au sujet de la possibilité d’infections aéroportées, et il a accepté les conclusions de Wells selon lesquelles les particules transmettrices de la tuberculose étaient d’une taille inférieure à 5 μm. Le CDC a néanmoins repris hors contexte cette théorie pour faire de la taille de 5 μm une définition générale de la propagation aéroportée. Le seuil de 100 μm de Wells ayant été laissé de côté, il a fallu des études de cas publiées dans différents pays pour démontrer, à première vue, le rôle important joué par la propagation aéroportée dans la transmission de maladies comme la grippe ou la covid-19.